# 参謀本部 (日本)

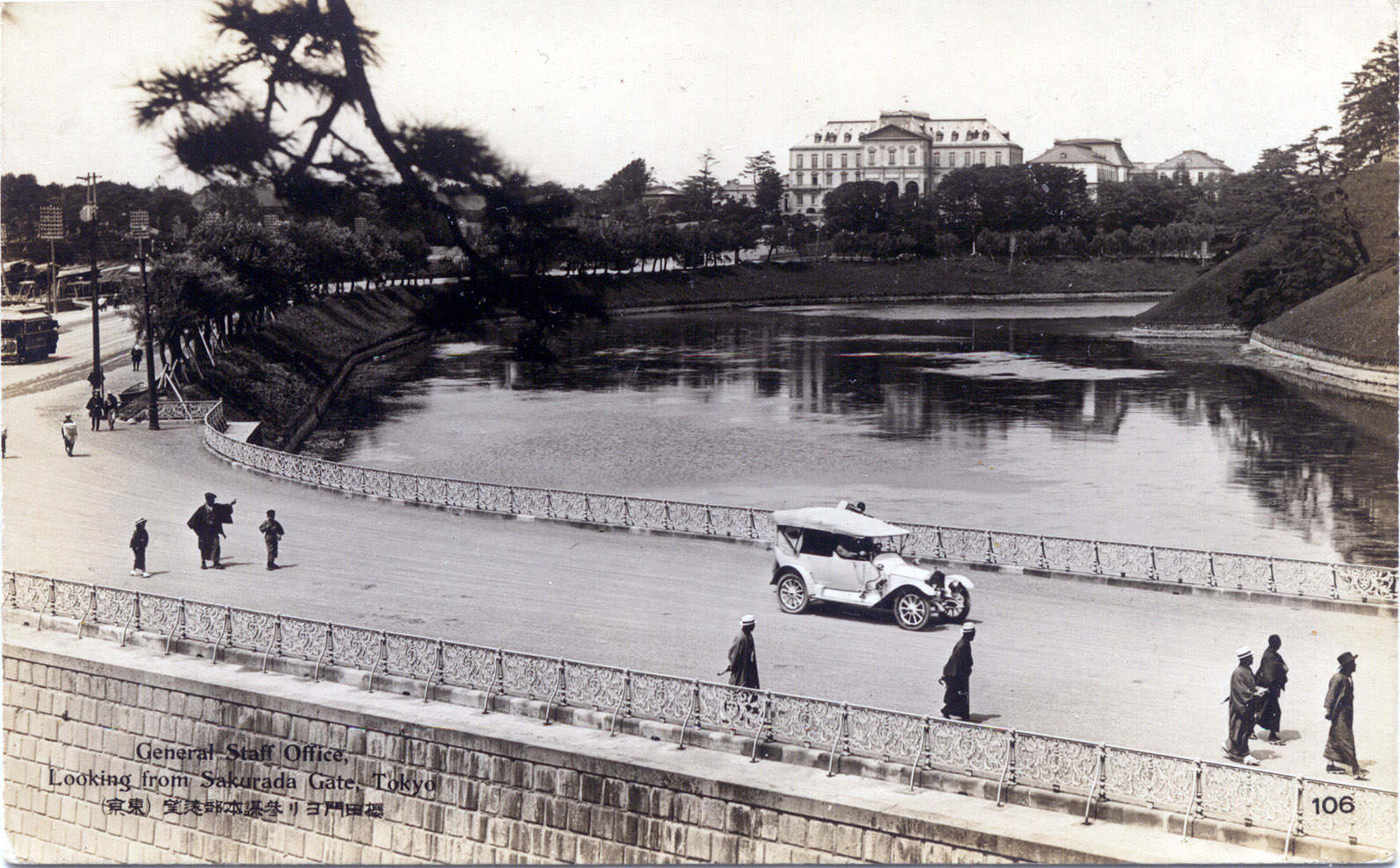
桜田門から望む参謀本部庁舎（1910年頃撮影）。
当初は画面左の建物（旧館）がイタリア人美術家のカッペレッティの設計により西南戦争後に建設に着手、1881年（明治14年）に落成し、参謀本部として供用されていたが、1894年（明治27年）の明治東京地震により若干の被害を蒙った。これを受け、1898年（明治31年）に参謀本部の機能は北側（画面右）の建物（新館）に移転し、この写真の撮影時期には、発足当初一部を間借りしていた陸地測量部と参謀本部第四部戦史室が全面的に占用するに至っていた。

参謀本部（さんぼうほんぶ、旧字体：參謀本部）は、大日本帝国陸軍の軍令機関である。ドイツ帝国陸軍の軍制に倣って、1878年（明治11年）に陸軍省参謀局が独立する形で創設された。
政府省庁である陸軍省とは独立した形で大元帥である天皇に直隷して陸軍を統帥せしめ、作戦計画並びに指揮及び遂行する等を職務とした。ただし、1893年（明治26年）の参謀総長の職掌改定により、戦時における軍令は大本営の所掌となった。
なお、1886年（明治19年）から1888年（明治21年）までの間、旧日本海軍の軍令機関が旧日本陸軍と統合されていた時期を除いた、旧日本海軍の軍令機関（明治21年乃至明治22年の海軍参謀本部を含む）については軍令部を参照。
当初は、陸軍省等とともに彦根藩井伊家上屋敷跡三宅坂一帯（現在は、憲政記念館等が立地する国会前庭（東京都千代田区永田町））に置かれたが、太平洋戦争（大東亜戦争）開戦の1941年（昭和16年）12月8日から15日にかけて、陸軍省、教育総監部、陸軍航空総監部ともども、三宅坂一帯から市ヶ谷台の陸軍士官学校跡地（現在、防衛省が所在）に移転した。

## 沿革
- 1871年（明治4年）7月 - 兵部省に陸軍参謀局が設置される。
- 1872年（明治5年）2月 - 兵部省が陸軍省及び海軍省に分割され、陸軍参謀局は陸軍省参謀局となる。
- 1873年（明治6年）4月1日 - 参謀局が第六局に改称される。
- 1874年（明治7年）2月22日 - 第六局を廃し再び参謀局が置かれる。
- 1875年（明治7年）6月18日 - 陸軍省の外局として参謀局が置かれる。
- 1878年（明治11年）12月 - 参謀局を参謀本部と改称し、陸軍省から独立し、軍政と軍令が分離する。長は参謀本部長。
- 1886年（明治19年）3月 - 参謀本部内に陸軍部と海軍部とを設置。長は参謀本部長（陸軍大将の男性皇族）で、次長が2名置かれる。
- 1888年（明治21年）5月 - 帝国全軍の参謀長として参軍（男性皇族）を設置し、陸軍参謀本部（長は参謀本部長）と海軍参謀本部（長は参謀本部長）とを設置。
- 1889年（明治22年）3月に至り、参謀本部の制度が完成する。陸軍の軍令を管掌するために参謀本部が設置される。長は参謀総長。なお、海軍では海軍大臣に属する海軍参謀部が設置されたが、軍令は参謀本部が統括した。
- 1893年（明治26年）5月 - 海軍軍令部が軍令機関として、陸軍の参謀本部と平時に限り対等となった。
- 1898年（明治31年）10月1日 - 構内の新築庁舎に移転[4]。
- 1903年（明治36年）12月 - 海軍の軍令部が軍令機関として、陸軍の参謀本部と戦時においても対等関係となった。
- 1930年（昭和5年）7月 - 参謀本部の急進的な将校を中心に、国家改造を目論む桜会が結成された[5][6]。
- 1941年（昭和16年）12月 - 市ヶ谷台に移転。
- 1945年（昭和20年）11月30日 - 廃止。

| 日付                      | 旧日本陸軍       | 旧日本海軍       | 根拠法令                     |
| ------------------------- | ---------------- | ---------------- | ---------------------------- |
| 1871年（明治4年）7月      | 兵部省陸軍参謀局 | 兵部省陸軍参謀局 | 兵部省職員令                 |
| 1874年（明治7年）6月18日  | 参謀局           |                  | 「参謀局条例」               |
| 1878年（明治11年）12月5日 | 参謀本部         |                  | 旧「参謀本部条例」           |
| 1884年（明治17年）2月     | 参謀本部         | 軍事部           |                              |
| 1886年（明治19年）3月18日 | 参謀本部         | 参謀本部         | 明治19年勅令                 |
| 1888年（明治21年）5月12日 | 陸軍参謀本部     | 海軍参謀本部     | 明治21年勅令第25号           |
| 1889年（明治22年）3月7日  | 参謀本部         | 海軍参謀部       | 明治22年勅令第25号・同第30号 |
| 1893年（明治26年）5月19日 | 参謀本部         | 海軍軍令部       | 明治26年勅令第37号           |
| 1933年（昭和8年）10月1日  | 参謀本部         | 軍令部           | 昭和8年軍令海第5号           |
| 1945年（昭和20年）        | (11月30日廃止)   | (10月15日廃止)   | 昭和20年軍令海第8号など      |

## 陸軍（省）参謀局 (明治4年-明治7年)
明治4年（1871年）7月に「機務密謀ニ参画シ地図政誌ヲ編輯シ並ニ間諜通報等ノ事ヲ掌ル」ことを目的に兵部省に陸軍参謀局（国土地理院の前身の一つ）が設けられた。局長には兵部大輔が充てられた。翌年の明治5年には兵部省が陸軍省と海軍省に分割され、陸軍参謀局は陸軍省参謀局として存置された。
明治6年（1873年）3月23日に陸軍省条例が発せられ、参謀局が「陸軍文庫・測量地図・絵図彫刻・兵史並兵家政誌蒐輯」を掌る第六局に改称された（4月1日施行）が、明治7年2月22日に第六局を廃し再び参謀局が置かれた。

### 歴代参謀局都督
- 山縣有朋 兵部大輔（1871年9月12日 - 1872年4月4日）兼
- 山縣有朋 陸軍大輔（1872年4月5日 - 1873年4月1日）兼

### 歴代第6局長
- 欠（1873年4月1日 -）
- 鳥尾小弥太 少将（1873年6月19日 -）
- 山縣有朋 中将（1874年2月12日 - 1874年2月20日）兼

## 参謀局 (明治7年-明治11年)
明治7年（1874年）6月18日に「参謀局條例」が制定され、同日付で参謀局が設立された。これが日本の軍令機関独立の嚆矢である。この参謀局は、三宅坂に置かれて、陸軍省に隷属していた。参謀局長には将官が充てられた。
参謀科（兵科の一つとして設置されていた。）の将校は、或いは陸軍省内局に勤務していても、或いは外国派遣の公使に属していても（後の駐在武官）、皆参謀局に籍を置いており、局長は参謀科将校の進退等について全て関与していた。
- 第1課（総務課）
- 第2課（亜細亜兵制課）：亜細亜洲（アジア州）各国兵制の課。
- 第3課（欧亜兵制課）：欧羅巴（ヨーロッパ）、亜墨利加（アメリカ）兵制の課。
- 第4課（兵史課）
- 第5課（地図政誌課）
- 第6課（測量課）
- 第7課（文庫課）

### 歴代参謀局長
- 山縣有朋 中将（1874年2月22日 -）兼
- 鳥尾小弥太 中将（1876年3月31日 - 1878年12月5日）

## 参謀本部 (明治11年-明治19年)
明治11年（1878年）12月5日に「参謀本部条例」が制定され、陸軍省の一局であった参謀局が「参謀本部」と改称され、独立機構となった。後の昭和時代には、統帥権の独立により軍が政府の統制から暴走して行ったが、陸軍を自分の権力基盤とするために参謀本部の独立を推進したのが山縣有朋であった。参謀本部長には陸軍将官が充てられた。海軍将官でなかったのは山縣の強い意向があったためである。
- 管東局
- 管西局
- 総務課
- 伴属諸課
  - 地図課（明治17年9月9日参謀本部条例を改正し測量課とともに測量局へ格上げ）
  - 編纂課
  - 翻訳課
  - 測量課（明治17年9月9日参謀本部条例を改正し地図課とともに測量局へ格上げ）
  - 文庫課

### 歴代参謀本部長
- 山縣有朋 中将（1878年12月24日 - 1882年2月27日）
- 山縣有朋 中将（1882年8月7日 -）参謀本部長御用取扱
- 大山巌 中将（1882年9月4日 -）兼
- 山縣有朋 中将（1884年2月13日 - 1885年8月31日）兼
- 有栖川宮熾仁親王 大将（1885年12月22日 - 1886年3月18日）

#### 歴代参謀本部次長
- 曾我祐準 少将（1882年2月6日 - 1885年5月21日 仙台鎮台司令官転出）
- 川上操六 少将（1885年5月21日 - 1886年3月16日　近衛歩兵第２旅団長転出）

## 参謀本部 (明治19年-明治21年)
1886年（明治19年）3月18日に陸海軍統合参謀部門として「参謀本部」が設立され、その内部に陸軍部及び海軍部が置かれることとなった。
この参謀本部は、陸海軍軍事計画を司るところであって、各監軍部、近衛、各鎮台、各鎮守府、各艦隊の参謀部並びに陸軍大学校、軍用電信隊を統括した。
参謀本部長は、皇族が勅任されるものと定められ、有栖川宮熾仁親王（陸軍大将、在任:1886年3月18日 - 1888年5月14日）が任じられた。このときの参謀本部長は親任官とされた。本部次長は陸海軍将官からそれぞれ1人が充てられた。戦時を除くとはいえ、日本近代史で唯一、陸海軍統合の統帥組織であった。

### 参謀本部陸軍部
- 第1局：陸軍出師に係る計画を掌り、団隊の編制及び布置を規定することを任とする。
- 第2局：外国の兵制、地理、政誌を詳悉し、作戦の計画を掌り、団隊一般の教育に係る事項を調査、規画することを任とする。
- 第3局：陸地、海岸防御の方法に係る事項を規画し、全国地理、政誌を詳悉し、運輸の便否方法を調査することを任とする。

#### 歴代参謀本部次長
- 曾我祐準 中将（1886年3月16日 - 1886年7月26日 陸軍士官学校校長転出）
- 小沢武雄 中将（1886年7月26日 - 1888年5月12日）

### 参謀本部海軍部
- なお、海軍は陸軍に対する闘争心から、次長の名称を部長（本部長ではない）とし、陸軍側を立腹させる結果となった。

### 支部
「支部」とは外局を意味する用語である。
- 測量局（後の陸地測量部）
- 編纂課

## 陸軍参謀本部 (明治21年-明治22年)
明治21年勅令第25号により、1888年（明治21年）5月12日に、旧参謀本部陸軍部は「陸軍参謀本部」と改称された。陸軍参謀本部は、参軍の下で参謀事務を行うものとされた。そして、陸軍参謀本部長は参軍に対して責任を負うものとされた。

### 参軍
- 有栖川宮熾仁親王 大将（1888年5月14日 - 1889年3月7日）

### 陸軍参謀本部長
- 小沢武雄 中将（1888年5月14日 - 1889年3月9日）

## 参謀本部 (明治22年-昭和20年)

### 概要
新「参謀本部条例」（明治22年勅令第25号）により、1889年（明治22年）3月7日に、旧陸軍参謀本部は「参謀本部」と改称された。
参謀総長の位置づけは、当初は「陸軍大将若クハ陸軍中将一人ヲ帝国全軍ノ参謀総長ニ任シ天皇ニ直隷シ帷幄ノ軍務ニ参シ参謀本部ノ事務ヲ管理セシム」（明治22年勅令第25号当時の第2条）とされ、参謀総長は海軍の軍令も管轄するものとされていた。参謀本部長を参謀総長と改名したのも軍令部長より一段上のポストであることを明確にするためである。ところが、この規定は海軍側の強い反発を生み、1903年の「明治36年勅令第293号戦時大本営条例改訂」により、陸海軍の軍令機関が並列対等と修正された。

### 啓蒙活動
日本史に関する複数の書物を編纂していた。主に戦国時代のものが多く、「大日本帝国陸軍参謀本部が、英知を結集して膨大な資料を解析・編纂」と称された。桶狭間の合戦、長篠の合戦、関ヶ原の合戦などの著名な戦闘を扱っている。内容は、当時の歴史学的には否定されるべきものではないが、合戦史ばかりを採用しており、国威発揚の一環と思料される。ただ、昭和に入り、高柳光寿らがその記述の誤謬を指摘している。

### 歴代参謀総長
| 参謀総長 | 参謀総長         | 参謀総長  | 参謀総長 | 参謀総長                    | 参謀総長                    | 参謀総長                                               | 参謀総長                                                                              |
| 代       | 姓名             | 階級      | 出身     | 就任                        | 退任                        | 備考                                                   | 次長                                                                                  |
| -------- | ---------------- | --------- | -------- | --------------------------- | --------------------------- | ------------------------------------------------------ | ------------------------------------------------------------------------------------- |
| 1        | 有栖川宮熾仁親王 | 陸軍大将  | 皇族     | 1889年（明治22年） 3月9日   | 1895年（明治28年） 1月15日※ | ※在職中、薨去。                                        | 川上操六                                                                              |
| 2        | 小松宮彰仁親王   | 陸軍大将  | 皇族     | 1895年（明治28年） 1月26日  | 1898年（明治31年） 1月20日  |                                                        | 川上操六                                                                              |
| 3        | 川上操六         | 陸軍中将※ | 鹿児島県 | 1898年（明治31年） 1月20日  | 1899年（明治32年） 5月11日※ | ※1898年（明治31年）9月28日に大将昇進。 ※在職中、逝去。 | 大迫尚敏                                                                              |
| 4        | 大山巌           | 陸軍大将  | 鹿児島県 | 1899年（明治32年） 5月16日  | 1904年（明治37年） 6月20日※ | ※満洲軍総司令官就任に伴い、退任。                      | 大迫尚敏、寺内正毅、 田村怡与造、福島安正、 児玉源太郎                                |
| 5        | 山縣有朋         | 陸軍大将  | 山口県   | 1904年（明治37年） 6月20日  | 1905年（明治38年） 12月20日 |                                                        | 長岡外史                                                                              |
| 6        | 大山巌           | 陸軍大将  | 鹿児島県 | 1905年（明治38年） 12月20日 | 1906年（明治39年） 4月11日  |                                                        | 児玉源太郎（事務取扱）                                                                |
| 7        | 児玉源太郎       | 陸軍大将  | 山口県   | 1906年（明治39年） 4月11日  | 1906年（明治39年） 7月30日  | 歩兵科                                                 | 福島安正                                                                              |
| 8        | 奥保鞏           | 陸軍大将  | 福岡県   | 1906年（明治39年） 7月30日  | 1912年（明治45年） 1月20日  | 歩兵科                                                 | 福島安正、大島健一                                                                    |
| 9        | 長谷川好道       | 陸軍大将  | 山口県   | 1912年（明治45年） 1月20日  | 1915年（大正4年） 12月17日  | 歩兵科                                                 | 大島健一、明石元二郎、 田中義一                                                       |
| 10       | 上原勇作         | 陸軍大将  | 宮崎県   | 1915年（大正4年） 12月17日  | 1923年（大正12年） 3月17日  | 工兵科・陸士旧3期                                      | 田中義一、福田雅太郎、 菊池慎之助、武藤信義                                           |
| 11       | 河合操           | 陸軍大将  | 大分県   | 1923年（大正12年） 3月17日  | 1926年（大正15年） 3月2日   | 歩兵科・陸士旧8期                                      | 武藤信義、金谷範三                                                                    |
| 12       | 鈴木荘六         | 陸軍大将  | 新潟県   | 1926年（大正15年） 3月2日   | 1930年（昭和5年） 2月19日   | 騎兵科・陸士1期                                        | 金谷範三、南次郎、岡本連一郎                                                          |
| 13       | 金谷範三         | 陸軍大将  | 大分県   | 1930年（昭和5年） 2月19日   | 1931年（昭和6年） 12月23日  | 歩兵科・陸士5期                                        | 岡本連一郎、二宮治重                                                                  |
| 14       | 閑院宮載仁親王   | 陸軍大将  | 皇族     | 1931年（昭和6年） 12月23日  | 1940年（昭和15年） 10月3日  | 騎兵科                                                 | 二宮治重、真崎甚三郎、 植田謙吉、杉山元、西尾寿造、 今井清、多田駿、中島鉄蔵、 沢田茂 |
| 15       | 杉山元           | 陸軍大将  | 福岡県   | 1940年（昭和15年） 10月3日  | 1944年（昭和19年） 2月21日  | 歩兵科・陸士12期                                       | 沢田茂、塚田攻、田辺盛武、秦彦三郎                                                    |
| 16       | 東條英機         | 陸軍大将  | 東京都   | 1944年（昭和19年） 2月21日  | 1944年（昭和19年） 7月18日  | 歩兵科・陸士17期                                       | 後宮淳（第一次長：作戦担当）、 秦彦三郎（第二次長：後方兵站担当）                     |
| 17       | 梅津美治郎       | 陸軍大将  | 大分県   | 1944年（昭和19年） 7月18日  | 1945年（昭和20年） 11月30日 | 歩兵科・陸士15期                                       | 秦彦三郎、河辺虎四郎                                                                  |

参謀総長は、陸軍大臣・教育総監と並び「陸軍三長官」と呼ばれた。また、三組織合わせて「省部」と呼称した。

### 廃止時の組織

#### 内部部局
- 参謀総長（大将又は中将）
- 参謀次長（中将1名） - 昭和20年（1945年）5月まで大本営兵站総監を兼務
- 総務部
  - 部長（中将又は少将。以下部長は全て同じ）
  - 総務課
    - 課長（大佐又は中佐。以下課長は全て同じ）
    - 副官
    - 庶務班（班長は中佐又は少佐。以下班長は全て同じ）
    - 電報班
    - 主計官
    - 軍医官

  - 教育課（第1課）
    - 課長 - 昭和18年（1943年）3月から教育総監部第1課長の兼務
- 第1部
  - 部長 - 大本営 兵站総監部参謀長を兼務
  - 作戦課（第2課）
    - 課長
    - 作戦班
    - 戦力班 - 昭和16年（1941年）以前は兵站班
    - 航空班 - 大正9年（1920年）8月、新設
    - 戦争指導班 - 第1班。昭和12年（1937年）12月、新設
    - 防衛班 - 昭和18年（1943年）10月、新設

  - 編制動員課（第3課）
    - 課長 - 昭和20年（1945年）4月から陸軍省軍務局軍事課長の兼務
    - 編制班
    - 動員班
    - 資材班
- 第2部
  - 部長
  - ロシア課（第5課）
    - 課長
    - 軍備班
    - 兵要地誌班
    - 文書諜報班（第10班）

  - 欧米課（第6課）
    - 課長
    - 米班
    - 英班
    - 仏班
    - 独班
    - 地図班
    - 戦況班

  - 支那課（第7課）
    - 課長
    - 支那班
    - 兵要地誌班

  - 謀略課（第8課）
    - 課長
    - 総括班（第4班）
    - 謀略班（第11班）
- 第3部
  - 部長 - 大本営運輸通信長官を兼務
  - 鉄道船舶課（第10課。運輸課とも）
    - 課長

  - 通信課（第11課）
    - 課長
- 本邦戦史編纂部 - 昭和17年（1942年）3月23日、支那事変史編纂委員会を改称
  - 部長

#### 一時期に設置された部局
この他、明治29年(1896年)～昭和18年(1943年)まで第4部が、明治32年(1899年)から明治41年(1908年)まで第5部が存在した。
- 第4部
  - 部長
  - 内国戦史課 - 昭和11年（1936年）戦史課へ統合
    - 課長

  - 外国戦史課 - 昭和11年（1936年）戦史課へ統合
    - 課長

  - 日露戦史編纂課 - 大正2年（1913年）3月31日廃止
    - 課長

  - 戦史課 - 第12課。昭和11年（1936年）6月5日発足
    - 課長

  - 戦略戦術課 - 第13課。昭和11年（1936年）8月新設。課長は、戦史課長の兼任が多かった。
    - 課長
- 第5部
  - 部長

#### 参謀本部による昭和20年敗戦時の資料の焼却と保管
1945年（昭和20年）8月15日、玉音放送により昭和天皇の終戦の詔勅（ポツダム宣言受諾による日本の降伏）が下ると政府から資料の焼却命令が出され、3日3晩に渡って夜空を焦がした。当時、参謀本部支那事変史編纂部長石割平造は「これでは陸軍史は消えて行く」と嘆じ、燃え残った資料をいくらか蒐集し保管した。この焼け残り資料の管理を復員した外山操が引き継ぎ、今日では防衛庁（現：防衛省）戦史室に寄贈され戦史の編纂に使用されている。
1996年4月、自衛隊市ヶ谷駐屯地での尾張藩上屋敷跡の発掘調査中、地下2m付近より焼却されたはずの資料が大量に焼け残った状態で発見された。発掘された史料は、主として参謀本部第3課（編成・動員課）が保管していた文書で編成・動員などに関する御裁可書、編成表、電報綴等が多い。戦史部は「市ヶ谷台史料」と命名し順次修復、公開をしている。

#### 外局
- 陸軍大学校
- 陸軍中野学校
- 陸地測量部
- 陸軍気象部

## 交通
最寄り駅は都電9系統および11系統の参謀本部前停留所。9系統に駅が設置された理由は、沿線の青山一帯は佐官以上の軍人向けに安価で払い下げられた住宅地が密集していたため。11系統への乗換駅でもある。大正9年（1920年）に参謀本部前停留所が廃止されると、三宅坂停留所が最寄り駅になっている。